# 蘇絲黃的世界
《蘇絲黃的世界》（英語：The World of Suzie Wong）是一本由英國作家理察·梅森所撰的英文愛情小說。此名著在1957年出版之後曾被改編成舞台劇、芭蕾舞及經典的荷里活電影《蘇絲黃的世界》等等。
好莱坞電影《蘇絲黃的世界》，是派拉蒙製作，男主角威廉·荷頓，女主角關南施。取景自1960年代的香港天星小輪、天星碼頭、中環、灣仔六國飯店、香港仔避風塘等地。1961年8月17日在香港首映。

## 情節
上班族羅勃（Robert Lomax）厭倦了困坐辦公桌的枯燥生活，因而決定辭去工作，搬到香港尋找繪畫的靈感。羅勃在香港認識了迷人的華裔女子蘇絲黃（Suzie Wong），蘇絲自稱是個出身上流社會的千金小姐。然而羅勃在無意中看到蘇絲和一群水手鬼混，原來蘇絲其實是個妓女，而羅勃看到的則是她在拉客的情形。羅勃後來僱用蘇絲擔任模特兒，不久後便愛上這位東方美女；及後羅勃發現，蘇絲黃原來有一私生子，但山泥傾瀉令蘇絲黃的孩子死去......最終羅勃成功得到美人歸。

## 相關
- 六十年代香港
- 酒吧
- 吧女
- 水兵
- 霓虹燈
- 廟街
- 紅燈區
- 香港房屋問題

## 異國情懷的愛情故事
- 越南背景的《西貢小姐》
- 日本背景的《蝴蝶夫人》

## 外部參考
- 上海芭蕾舞《蘇絲黃的世界》 （页面存档备份，存于）
- （英文） "Hong Kong as City/Imaginary in The World of Suzie Wong, Love is a Many Splendored Thing, and Chinese Box" (), by Thomas Y. T. Luk, 香港中文大學. p. 73-82.
- 女主角關南施 （页面存档备份，存于）
- always on sunday ： 重訪《蘇絲黃的世界》[永久]，李歐梵
- 《蘇絲黃的世界》劇照17幀 （页面存档备份，存于）
- 關詩珮：＜文體、女體還是「無眼體」：從 "The World of Suzie Wong"《蘇絲黃的世界》中譯看消失的政治＞，《第十一屆香港文學節研討會論稿匯編》，2017。 （页面存档备份，存于）